# طنبان (يريم)

تعديل مصدري - تعديل

طنبان هي إحدى قرى عزلة خودان بمديرية يريم التابعة لمحافظة إب، بلغ تعداد سكانها 300 نسمة حسب تعداد اليمن لعام 2004.